# Pidłuby
Pidłuby (ukr. Підлуби) – wieś na Ukrainie, w obwodzie żytomierskim, w rejonie zwiahelskim, w hromadzie Emilczyn. W 2001 liczyła 1518 mieszkańców, spośród których 1495 wskazało jako ojczysty język ukraiński, 20 rosyjski, 2 ormiański, a 1 polski.